# (12011) 1996 VT5
(12011) 1996 VT5 est un astéroïde de la ceinture principale d'astéroïdes découvert en 1996.

## Description
(12011) 1996 VT5 a été découvert le 14 novembre 1996 à l'observatoire astronomique d'Ōizumi, situé à Ōizumi, dans la préfecture de Gunma, au Japon, par Takao Kobayashi.

### Caractéristiques orbitales
L'orbite de cet astéroïde est caractérisée par un demi-grand axe de 2,30 UA, un périhélie de 2,07 UA, une excentricité de 0,10 et une inclinaison de 7,57° par rapport à l'écliptique. Du fait de ces caractéristiques, à savoir un demi-grand axe compris entre 2 et 3,2 UA et un périhélie supérieur à 1,666 UA, il est classé, selon la JPL Small-Body Database, comme objet de la ceinture principale d'astéroïdes.

### Caractéristiques physiques
(12011) 1996 VT5 a une magnitude absolue (H) de 14,2 et un albédo estimé à 0,096.